# Puszkarnoje (rejon korieniewski)
Puszkarnoje (ros. Пушкарное) – wieś (ros. село, trb. sieło) w zachodniej Rosji, centrum administracyjne sielsowietu puszkarskiego w rejonie korieniewskim obwodu kurskiego.

## Geografia
Miejscowość położona jest w pobliżu rzeki Sejm, 8,5 km od centrum administracyjnego rejonu (Korieniewo), 99 km od Kurska.

## Demografia
W 2010 r. miejscowość zamieszkiwało 412 osób.